# Antonio Perpiñá Sebriá
Antonio Perpiñá Sebriá (Gerona, 15 de febrero de 1918-Madrid, 22 de febrero de 1995) fue un arquitecto español especialista en urbanismo.

## Trayectoria
Estudió en la Escuela Técnica Superior de Arquitectura de Barcelona en donde se graduó en 1948. Se diplomó como Técnico Urbanista por el Instituto de Estudios de Administración Local de Madrid en 1951 y obtuvo el título de Doctor Arquitecto en 1966. Participó como urbanista en la Comisión Superior de Ordenación Provincial de Barcelona de 1947 a 1955 y formó parte de la Junta de Gobierno del Colegio Oficial de Arquitectos de Cataluña y Baleares entre 1949 y 1957. 
Su carrera profesional estuvo ligada desde sus inicios al crecimiento urbano y el problema de la vivienda, siendo premiado en diversos concursos en Barcelona, e iniciando el éxito de su obra construida con el Edificio de Viviendas Escorial. En 1954, ganó el Concurso de Ideas convocado por la Comisaría General de Ordenación Urbana de Madrid y alrededores para la Ordenación Urbanística de la zona comercial de Madrid, AZCA -proyecto que fue aprobado en 1964, y desarrollado y ejecutado entre 1966 y 1977-, y supuso el reconocimiento de su trayectoria profesional a nivel nacional e internacional y su traslado a Madrid en 1956. La información pública de la ordenación del centro comercial de AZCA se proyectó, en colaboración con el arquitecto Javier Feduchi Benlliude, como una exposición exhaustiva en contenidos, formatos y soportes.
Como docente, fue Profesor de Diseño Urbano en el Instituto de Estudios de Administración Local de Madrid de 1959 a 1963 y de Urbanismo en la Escuela Técnica Superior de Arquitectura de Madrid (ETSAM) entre 1972 y 1977. Representó a España como Delegado en las Comisiones de Urbanismo de la Unión Internacional de Arquitectos de 1956 a 1973 y en el Comité para la vivienda de la Comisión Económica para Europa en la Organización de las Naciones Unidas en 1960.  
Fue el director técnico de la Comisaría de Ordenación Urbana de Madrid y alrededores en época de Julián Laguna de 1956-1961 y fue Director de Planeamiento del Plan General de Ordenación Urbana de Madrid de 1964. Desde su especialización como urbanista contribuyó a la transformación urbana del Madrid de los años 60 del siglo XX y a la divulgación de las teorías urbanísticas del exterior en nuestro país. 
Aparte de su faceta de arquitecto, fue un reconocido filatélico y sus colecciones de Historia postal de España con sellos de 1850 a 1900 fueron galardonadas en exposiciones internacionales de filatelia. Presidió la Federación Centro de Sociedades Filatélicas. Ingresó en la Real Academia Hispánica de Filatelia con el discurso "Consideraciones sobre la Historia Postal de España en el periodo de 1850 a 1900".

## Obras
Entre sus trabajos más relevantes en Madrid, en 1956 cabe destacar la Ordenación de las márgenes del rio Manzanares y las Unidades Vecinales para las Fuerzas Aéreas de los Estados Unidos en Torrejón de Ardoz, y en 1959 el plan parcial y las viviendas del Barrio de la Estrella con José Antonio Domínguez Salazar, y en 1963 junto a Carlos de Miguel y Luis Iglesias Martí, el plan parcial de la llamada Ciudad de los Poetas cuyas obras, del más conocido como Saconia, le llevan hasta 1985 junto con su hijo Antonio. 
En planeamiento urbano, desarrolló los planes parciales del R.A.C.E. en 1964, de la ciudad Puerta de Hierro en 1965, y de la Alameda de Osuna en 1966. Tiene mucho interés tanto desde el punto de vista urbano como arquitectónico el edificio CEISA, un bloque abierto de gran tamaño de rasgos muy catalanes en pleno barrio de Salamanca, situado entre las calles de Velázquez y Juan Bravo, 1958-1964. Próximo a AZCA, el Edificio Agroman en la calle de Raimundo Fernández Villaverde y la gran nave diáfana inserta en el patio de manzana, 1958-1961 y realizó las viviendas en la Plaza de Quito, 1963. Suyos son los dos primeros Colegios Mayores que se trasladaron a Aravaca, barrio de Valdemarín, pertenecientes a dos congregaciones religiosas, La Salle en 1963, y Blanca de Castilla en 1965. 
En el barrio de Salamanca y dando a calles perpendiculares entre Conde de Peñalver y Maldonado, realizó el edificio para la empresa Hispano Olivetti, 1964-1966. Otros edificios emblemáticos son el de la Plaza del Callao para las antiguas Galerías Preciados, 1964-1968 y el edificio del primer autobanco en Madrid para Banesto en el Paseo de la Castellana realizado entre 1964 y 1969, o el Edificio Centro Colón, en los mismos años. Entre sus últimas obras residenciales está el Conjunto Residencial Vista Hermosa en la calle Beatriz de Bobadilla, 1972-1975 o la rehabilitación de la Casa Palacio de Julio Castanedo en la calle de Velázquez, 1981-83.
En Barcelona, colaboró con los arquitectos Francesc Mitjans, Antoni Moragas, Josep María Sostres, Tort, Josep María Ribas i Casas, Manuel Ribas i Piera, Alemany, Balcells, Xavier Busquets Sindreu, Oriol Bohigas Guardiola y Josep María Martorell, entre otros. En Madrid, su colaborador habitual fue el arquitecto catalán Luis Iglesias Martí con quien formó el estudio Perpiñá-Iglesias. Tuvo la oportunidad de trabajar junto a Richard y Dion Neutra, Robert D. Alexander, José María de Anasagasti, Fernando Barandiarán, Federico Faci, Miguel Ángel Ruiz-Larrea, José Antonio Domínguez Salazar, Carlos De Miguel, Javier Feduchi Benlliure, Marsá, González Cruz y Serrano, entre otros.
Su Legado fue donado a la Fundación Arquitectura COAM en 2004 por su familia, institución que lo custodia, recogiendo documentación gráfica y textual sobre sus proyectos y obras, así como los libros y revistas, españoles y extranjeros de su biblioteca. En la Sede del Colegio Oficial de Arquitectos de Madrid (COAM) en diciembre de 2021 dentro del Ciclo Legados de Arquitectura Moderna, se celebró una sesión sobre su legado.

## Reconocimientos
Perpiñá fue premiado en diversos concursos en Barcelona, como en 1949 con el primer premio en el concurso de proyectos para resolver el problema de la vivienda económica, o en 1950 en el concurso nacional sobre los problemas de la vivienda de clase media y obrera en España, o el Premio FAD de Arquitectura e Interiorismo de 1962 por la manzana de la calle Escorial. También en el ámbito del urbanismo obtuvo el Premio Ciudad de Barcelona en el Concurso de Ordenación Urbanística de un Centro de Deportes y Turismo en la Autopista de Barcelona-Castelldefels, expuesto en la III Bienal Hispano Americana de Arte.
En 1954, ganó el Concurso de Ideas que convoca la Comisaría General de Ordenación Urbana de Madrid y alrededores para la Ordenación Urbanística de la zona comercial de Madrid, AZCA. Y, en 1956, obtuvo el primer premio en el Concurso para el Ministerio de Industria y el Ministerio de Comercio y Turismo en la Castellana, cuya realización se retrasó algunos años, 1972-1973.